# Mạy lay lo
Mạy lay lo, tên khoa học Gigantochloa nigrociliata, là một loài thực vật có hoa trong họ Hòa thảo. Loài này được (Buse) Kurz mô tả khoa học đầu tiên năm 1864.